# The National (Абу-Дабі)
The National — приватна англомовна щоденна газета, що видається в Абу-Дабі, Об'єднані Арабські Емірати.